# Condado de Summit (Utah)
El condado de Summit (en inglés: Summit County), fundado en 1854, es uno de 29 condados del estado estadounidense de Utah. En el año 2000, el condado tenía una población de 29,736 habitantes y una densidad poblacional de 6 personas por km². La sede del condado es Coalville.

## Geografía
Según la Oficina del Censo, el condado tiene un área total de 4874 km² (1881,9 mi²), de la cual 4846 km² (1871,0 mi²) es tierra y 28 km² (10,8 mi²) (0.58%) es agua.

### Condados adyacentes
- Condado de Rich (norte)
- Condado de Morgan (noroeste)
- Condado de Salt Lake (oeste)
- Condado de Wasatch (sur)
- Condado de Duchesne (sur)
- Condado de Daggett (este)
- Condado de Sweetwater (Wyoming) (noreste)
- Condado de Uinta (Wyoming) (norte)

### Áreas protegidas
- Bosque Nacional Ashley
- Bosque Nacional Wasatch

## Demografía
Según el censo de 2000, había 29,736 personas, 10,332 hogares y 7,501 familias residiendo en la localidad. La densidad de población era de 6 hab./km². Había 17,489 viviendas con una densidad media de 4 viviendas/km². El 91.80% de los habitantes eran blancos, el 0.24% afroamericanos, el 0.31% amerindios, el 0.96% asiáticos, el 0.04% isleños del Pacífico, el 5.43% de otras razas y el 1.21% pertenecía a dos o más razas. El 8.09 % de la población eran hispanos o latinos de cualquier raza.
Los ingresos medios por hogar en la localidad eran de $64,962, y los ingresos medios por familia eran $72,510. Los hombres tenían unos ingresos medios de $47,236 frente a los $28,621 para las mujeres. La renta per cápita para el condado era de $33,767. Alrededor del 5.40% de la población estaban por debajo del umbral de pobreza. 

## Localidades
- Coalville
- Kamas
- Oakley
- Park City

### Pueblos
- Francis
- Henefer

### Lugares designados por el censo
- North Snyderville Basin
- Samak
- South Snyderville Basin
- Summit Park
- Woodland

### Otras localidades
- Echo
- Hoytsville
- Peoa